# 乔什·布雷钦
约书亚·查德·布雷钦（英語：：/brəˈkiːn/, brə-KEEN；1979年6月19日—），是一位来自美国俄克拉荷马州政治人物，自2023年以来担任代表俄克拉荷马州第二国会选區聯邦眾議員，共和党籍，2010年至2018年代表俄克拉荷马州参议院第六选区

## 外部連結
- Congressman Josh Brecheen （页面存档备份，存于） official U.S. House website
- Josh Brecheen for Congress
- 美國國會國家人物傳記大辭典中的傳記
- 由華盛頓郵報維護的投票記錄
- 智慧投票计划中的傳記、投票紀錄及利益集團評級
- 聯邦選舉委員會中的競選財務報告和數據
- C-SPAN內的頁面（英文）